# Liste der Biografien/Hofn
Liste der Biografien |
Portal Biografien |
Personensuche
# |
A |
B |
C |
D |
E |
F |
G |
H |
I |
J |
K |
L |
M |
N |
O |
P |
Q |
R |
S |
T |
U |
V |
W |
X |
Y |
Z |
?
 
Ha |
Hd |
He |
Hi |
Hj |
Hk |
Hl |
Hm |
Hn |
Ho |
Hr |
Hs |
Ht |
Hu |
Hv |
Hw |
Hy
 
Hoa |
Hob |
Hoc |
Hod |
Hoe |
Hof |
Hog–Hok |
Hol |
Hom |
Hon |
Hoo |
Hop |
Hoq |
Hor |
Hos |
Hot |
Hou |
Hov |
How |
Hox |
Hoy |
Hoz
 
Hofa |
Hofb |
Hofd |
Hofe |
Hoff |
Hofg |
Hofh |
Hofi |
Hofk |
Hofl |
Hofm |
Hofn |
Hofp |
Hofr |
Hofs |
Hoft |
Hofv |
Hofw |
Hofz
Die Liste der Biografien führt alle Personen auf, die in der deutschsprachigen Wikipedia einen Artikel haben. Dieses ist eine Teilliste mit 19 Einträgen von Personen, deren Namen mit den Buchstaben „Hofn“ beginnt.

## Hofn

### Hofna
- Hofnagel, Michael (* 1968), deutscher Politiker (CDU)

### Hofne
- Hofner, Adolph (1916–2000), US-amerikanischer Country-Musiker und Orchesterleiter
- Höfner, Chris (* 1976), deutsche Journalistin, Kommunikations- und Kulturwissenschaftlerin und Content-Marketing-Expertin
- Höfner, Curt (1899–1980), deutscher Bibliothekar
- Höfner, Ernst (1929–2009), deutscher Politiker (SED), Minister der Finanzen der DDR
- Höfner, Ernst (* 1957), deutscher Eishockeyspieler und -trainer
- Hofner, Felicia (* 1994), deutsche Vloggerin und PodcasterinFelicia Hofner (* 1994)

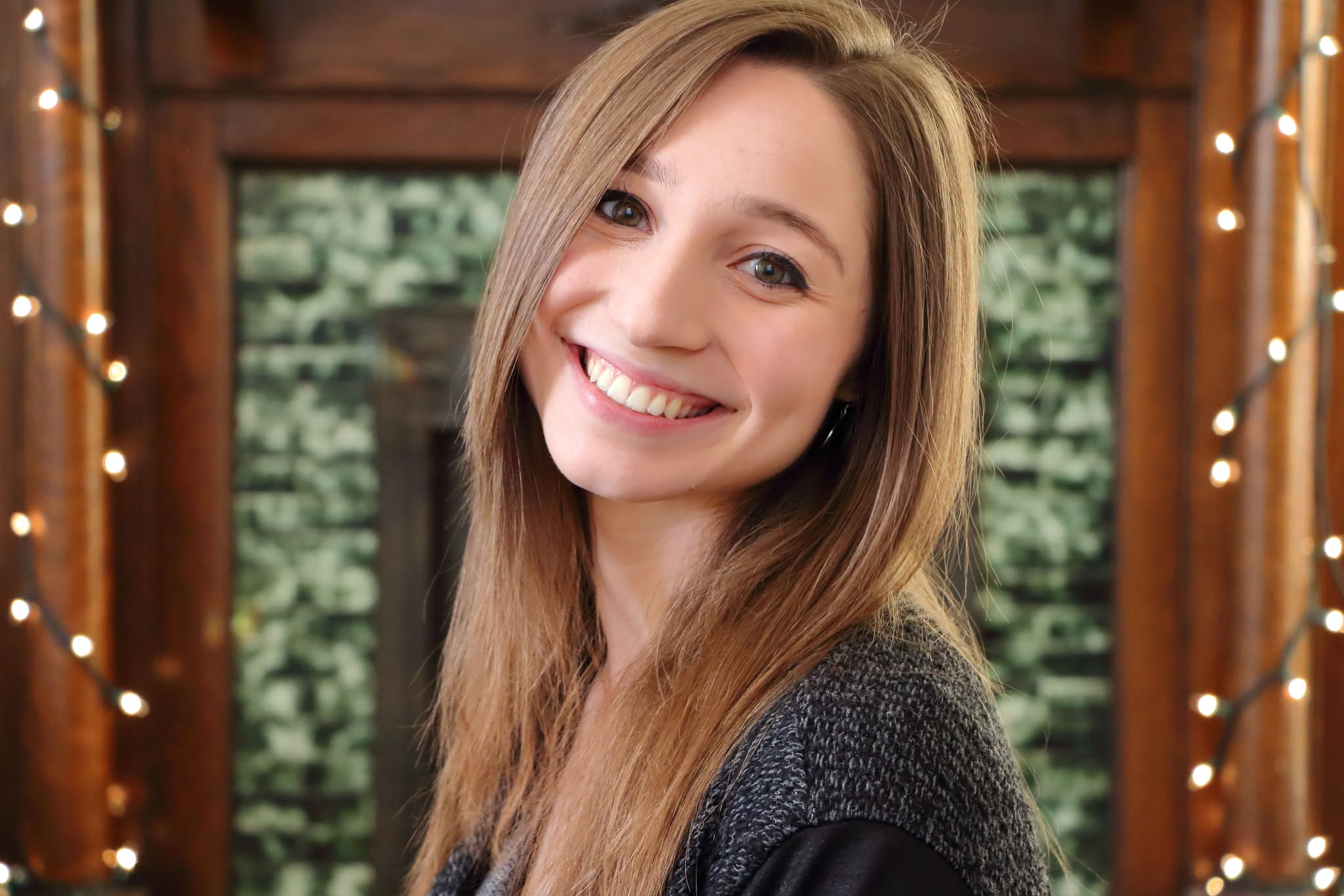
Felicia Hofner (* 1994)

- Höfner, Florian (* 1982), deutscher Jazzmusiker (Piano, Komposition)
- Höfner, Gabriel senior (1842–1921), österreichischer Entomologe, Musiker und Komponist
- Hofner, Hans (1908–1982), deutscher Heimatpfleger des Landkreises Hof, Heimatforscher
- Höfner, Hans (1912–1988), österreichischer Radrennfahrer
- Hofner, Johann Baptist (1832–1913), deutscher Maler
- Höfner, Jürgen, deutscher Schwimmtrainer
- Höfner, Magdalena (* 1988), deutsche Schauspielerin und Synchronsprecherin
- Höfner, Maria (1900–1992), österreichische Sabäistin
- Hofner, Otto (1879–1946), österreichischer Bildhauer und Medailleur
- Hofner, Otto (1915–2006), deutscher Sänger, Schauspieler und Unternehmer
- Hofner, Thomas, deutscher Fußballspieler
- Höfner-Pönicke, Eva (* 1923), deutsche Malerin und Grafikerin